# Cameron Winklevoss
Cameron Howard Winklevoss, född 21 augusti 1981 i Southampton, Long Island, New York, är en amerikansk tävlingsroddare och entreprenör. Han tävlade i tvåmansrodd i de olympiska sommarspelen 2008 i Peking i Kina, tillsammans med sin bror och enäggstvilling Tyler Winklevoss. 

## Biografi
Cameron och hans bror är kända som grundarna av HarvardConnection (som senare ändrat namn till ConnectU), tillsammans med klasskamraten Divya Narendra. År 2004 stämde bröderna Facebook-grundaren Mark Zuckerberg på 65 miljoner dollar, då de hävdade att Zuckerberg hade stulit deras idé för hemsidan ConnectU, för att i sin tur starta det sociala nätverket Facebook. Stämningen och historien om Zuckerberg och syskonen Winklevoss är ämnet för filmen The Social Network från 2010.